# Fuegos artificiales sobre el mar
Fuegos artificiales sobre el mar (海の花火 Umi no hanabi?) es una película dramática japonesa de 1951, escrita y dirigida por Keisuke Kinoshita y protagonizada por Michiyo Kogure y Yōko Katsuragi en los papeles principales.

## Sinopsis
En Yobuko, al sur de Japón, Tarobei (Chishu Ryu) y su hermano Aikawa (Takeshi Sakamoto) dirigen un pequeño negocio pesquero con dos barcos propios. Como la pesca es demasiado escasa para cubrir los gastos ocasionados por los capitanes corruptos, su negocio corre el riesgo de quebrar cuando los inversores exigen la devolución de su dinero. Además, la asociación de pescadores anuncia que retirará la licencia de los barcos, ya que el número de barcos pesqueros con licencia en todo el país es limitado.
Después de despedir a los capitanes corruptos, Tarobei y Jinkichi contratan a Tsuyoshi y a su hermano menor Wataru para que se hagan cargo de los barcos. Cuando un posible inversor ofrece un préstamo con la condición de que Tarobei entregue a su hija menor, Miwa, como esposa al hijo del inversor, Tarobei entra en un conflicto por su promesa de no casar nunca a ninguna de sus hijas por razones económicas. Mientras tanto, Miwa se ha enamorado de Wataru, mientras que Tsuyoshi ha desarrollado un gran afecto por Mie, la hermana mayor de Miwa, que perdió a su marido en la guerra. Después de que las nuevas tripulaciones del barco hayan luchado con éxito contra las antiguas, y Tarobei finalmente haya podido convencer a la asociación para renovar la licencia (a costa de su salud), los barcos vuelven a zarpar.

## Reparto
- Michiyo Kogure como Mie Kamiya
- Yōko Katsuragi como Miwa Kamiya
- Teruko Kishi como Sami
- Chishū Ryū como Tarobei Kamiya
- Isuzu Yamada como Kaoru Uozumi
- Chieko Higashiyama como Mitsu
- Takashi Miki como Shōgo
- Keiko Tsushima como Yukiko Nomura
- Rentarō Mikuni como Tsuyoshi Yabuki
- Wataru Sakisaka como Wataru Yabuki
- Haruko Sugimura como Kono Kujirai
- Keiji Sada como Tamihiko Kujirai
- Kōji Mitsui como Moriyama
- Akira Ishihama como Ippei Nagisa
- Toshiko Kobayashi como Midori
- Takeshi Sakamoto como Jinkichi Aikawa
- Yasushi Nagata como Genroku Karasawa
- Seiji Miyaguchi como Gunzō Ishiguro

## Premios
- Premio Mainichi en la categoría de Mejor Actor para Chishū Ryū (1951).[4]